# Roberto Crivello
Roberto Crivello (Palermo, 14 de setembro de 1991) é um futebolista profissional italiano que atua como defensor.

## Carreira

### Juventus
Roberto Crivello se profissionalizou na Juventus.

### Frosinone
Roberto Crivello se transferiu para a Frosinone Calcio, em 2013.